# Polygala nodiflora
Polygala nodiflora är en jungfrulinsväxtart som beskrevs av Chod.. Polygala nodiflora ingår i släktet jungfrulinssläktet, och familjen jungfrulinsväxter. Inga underarter finns listade i Catalogue of Life.